# Amir Abdou
Amiredine „Amir“ Abdou (* 8. Juli 1972 in Marseille) ist ein französisch-komorischer Fußballtrainer.

## Trainerkarriere
Nach seiner Spielerkarriere als Stürmer begann Abdou seine Trainerkarriere 2010 bei der Reserve von SU Agen. Die Entente Golfech-Saint-Paul-d'Espis führte er innerhalb von zwei Jahren in die sechste Liga, die Division d’Honneur.
Am 11. Januar 2014 unterschrieb Abdou für drei Jahre einen Vertrag als Nationaltrainer der Komoren. Ursprünglich sollte er als Co-Trainer des Franzosen Henri Stambouli fungieren. Als dieser ablehnte, verpflichtete der Verband Abdou als Cheftrainer. Er begann, ein Team aus jungen Spielern zusammenzustellen, die meist in den unteren Klassen und bei kleineren Vereinen in Europa spielten. Zugleich wurden auf den Komoren die Infrastruktur der Stadien verbessert und ein Trainingszentrum eingerichtet.
Seit seinem Amtsantritt hatte Abdou die Nationalmannschaft von Platz 193 der FIFA-Weltrangliste auf Platz 132 geführt. Daraufhin wurde sein Vertrag im März 2017 verlängert. Die bis dato (2022) beste Platzierung erreichten die Komoren im Oktober 2017 mit Platz 127.
Kurz vor der erstmaligen Qualifikation der Komoren für den Afrika-Cup unterzeichnete Abdou im November 2020 parallel zu seiner Funktion als komorischer Nationaltrainer einen Zweijahresvertrag beim mauretanischen Klub FC Nouadhibou. Mit diesem Klub gewann er 2021, 2022 und 2023 jeweils die mauretanische Meisterschaft.
Beim Afrika-Cup 2022 wurden die Komoren überraschend Dritter der Vorrundengruppe C und zogen als einer der vier besten Gruppendritten in das Achtelfinale ein. Dort unterlag das Team dem Gastgeber Kamerun mit 1:2. Bei diesem Spiel konnte Abdou seine Mannschaft nicht betreuen, da er wie zwölf seiner Spieler positiv auf COVID-19 getestet worden war.
Nach seinem Ausscheiden als Nationaltrainer der Komoren Ende Februar 2022 wurde Abdou am 3. März 2022 als neuer Nationaltrainer Mauretaniens vorgestellt.

## Persönliches
In einem Interview nannte Abdou Diego Simeone und Carlo Ancelotti als seine Vorbilder.
Am 6. Juli 2021 wurde er in den Rang eines Ritters des Ordens des Grünen Halbmonds der Komoren erhoben.

## Erfolge
- Mauretanische Meisterschaft: 2021, 2022, 2023
- Qualifikation für den Afrika-Cup 2022 mit den Komoren
- Qualifikation für den Afrika-Cup 2024 mit Mauretanien